# René Bader
René Bader   (Suïssa, 7 d'agost de 1922 - Basilea, 1995) fou un futbolista suís de la dècada de 1940.

## Trajectòria
Tota la seva trajectòria esportiva estigué lligada al FC Basel, on fou jugador entre 1946 i 1953. El 1947 guanyà la Copa suïssa de futbol en vèncer el Lausanne 3-0 a la final al Stadion Neufeld de Berna. També fou entrenador de l'equip durant els anys 1950. El 1953 el Basel guanyà la seva primera lliga suïssa amb Bader de jugador-entrenador.
Fou internacional amb la selecció suïssa al Mundial de 1950. Marcà el primer gol del partit Suïssa 2 - Mèxic 1 a l'Estadi dos Eucaliptos, Porto Alegre.